# 安園大橋

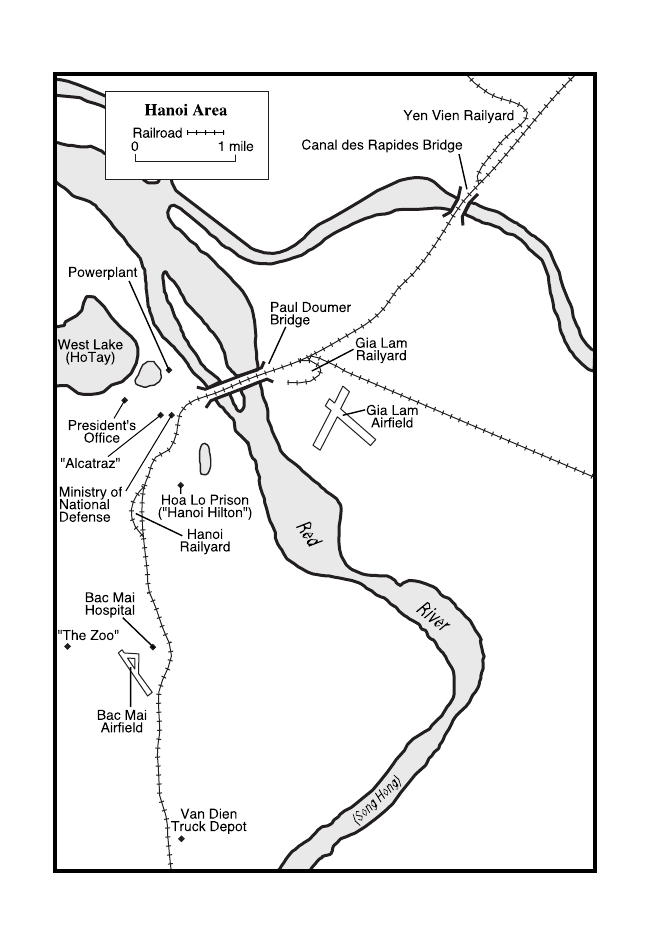
地图上右部为安园大桥

安园大桥地處越南河內市，位于河同铁路9.750km处，跨越红河三角洲主要支流之一的陇江（也称急流河、急流运河），是河同线上仅次于龙编桥的第二大桥。桥北1千米处即安园站，是河老铁路、河太铁路的出岔点，桥南3千米处的嘉林站为河内-海防铁路出岔点，附近有嘉林机场。安园是越北的铁路枢纽站。安园大桥是公铁平交混行，也是越南国道1号的桥梁。

## 桥梁
桥全长227.412米，面宽4.5m，五个桥墩，石砌墩台。共计5孔梁，其中4孔长44.65米、1孔长48.812米，均为下承钢桁梁。其中第3孔为旋转孔，该桥孔中部有1个旋转墩。桥低水深17米，洪水季水深达24米，流速1.8米至2.5米，河床淤泥夹沙层深厚。

## 滚雷战役
越南战争美军对北越战略轰炸的滚雷战役中，由于安园大桥处水深流急，抢修困难，因此是美軍飛机重点轰炸目标。
为保障运输不中断，在正桥上游约7km处建有公路浮桥一座，防空需要早拆晚架，夜间通车；正桥下游约500米处建有高水位铁路便桥，正桥下游约1000米建有低水位铁路渡口。
1967年4月29日，美军的滚雷行动进入第二阶段，打破了河内半径30海里的轰炸禁区，安园大桥第一次遭轰炸破坏，5号墩被炸断，相邻的两孔梁均一端落水。援越抗美的中国志愿工程队一支队的铁道兵对该桥墩灌浇混凝土修复，落水的第4孔梁被复位，第5孔梁被烧毁报废，因此架搭建枕木垛架设了跨径40.8米的六四式铁路军用梁代替。
1967年6月24日，原负责抢修市求大桥的中国志愿工程队一支队二大队第一营接管安园大桥，负责战备抢修。至7月5日，把安园大桥第5孔梁按原样拼铆恢复，替下临时性的六四式铁路军用梁。
1967年8月12日，美机5批62架俯冲轰炸安园桥，守桥高炮开火遮断，美机投弹32枚，偏中4枚，致使1号桥墩帽炸坏，相邻两孔梁损坏移位。当天下午15时25分，美机8批72架再次轰炸安园桥，投弹36枚，命中5枚。自南岸起的4个孔梁落水，两个桥墩受损。8月22日美机30余架再次轰炸安园大桥并攻击了抢修部队驻地，抢修部队4人阵亡，8人受伤。8月23日，美机50余架对安园车站、安园正桥、安园铁路高便桥全面轰炸，投弹百余枚。安园高水位便桥遭到严重破坏，此时正值洪水季，河友铁路交通中断。至9月11日抢通了安园大桥正桥。